# Copris martinae
Copris martinae là một loài bọ cánh cứng trong họ Bọ hung (Scarabaeidae).